# Comitatus Önkormányzati Szemle
A Comitatus Önkormányzati Szemle 1991-2012 között a Megyei Önkormányzatok Országos Szövetségének szakmai folyóirata, 2013-tól független szakmai-tudományos periodika.

## Alapítása
A Comitatus Önkormányzati Szemle kiadása az  1991. május 23-án, Balatonalmádi-Vörösberényben megalakult a Comitatus Társadalomkutató Egyesület egyik fontos célkitűzése volt, hogy saját tudományos folyóiratot alapítson, s ehhez megnyerje a megyei önkormányzatok támogatását. Erre a Megyei Önkormányzatok Országos Szövetségének (MÖOSZ) 1991. június 29-i, lengyeltóti találkozóján került sor, amikor az Egyesület által alapított Comitatus Önkormányzati Szemle a MÖOSZ szakmai folyóiratává vált. 2013-tól független szakmai-tudományos folyóirat.

## Kiadása
A folyóirat első száma 1991. július 15-én jelent meg, a kiadói feladatokat a Veszprém Megyei Önkormányzat Közigazgatási és Informatikai Szolgáltató Irodája látta el, 2007. március 31-éig, az Iroda megszüntetéséig, azóta az alapító Egyesület végezte a kiadói tevékenységet is 2023-ig, Agg Zoltán vezetésével. Az Egyesület együttműködési megállapodást kötött a győri Széchenyi István Egyetemmel, így a kiadói feladatokat az Universitas Nonprofit Kft. vette át és főszerkesztőhelyettesként Mezei Katalin is csatlakozott a szerkesztőséghez.
A folyóirat havi rendszerességgel jelent meg, esetenként összevont számokkal. Az utóbbi években a július-augusztusi és a november-decemberi számok mellett január-februárban is összevontan. Az évi 10 megjelenéshez a 2002 óta rendszeresen publikált különszámok révén nyílik mód. A folyóirat B5-ös formátumban, havi 80-160 oldalon jelenik meg, 2000. évtől 2022-ig színes borítóval. 2010-ben angol nyelvű különszám, 2011 júliusában 20 éves a Comitatus címmel emlékszám jelent meg.
2012-ben kéthavonta, azóta évente 2-3 szám jelenik meg esetenként összevontan, esetenként különszámokkal. 2017-től negyedéves a megjelenés. A folyóirat összes száma és a különkiadványok pdf formátumban megtalálhatók a Széchenyi Egyetem által működtetett honlapon (comitatus.sze)

## A név eredete
A latin comitatus szó vármegyét jelent.

## Szerkesztőbizottság
A folyóirat alapító szerkesztőbizottsági elnöke dr. Zongor Gábor, felelős kiadó és szerkesztő: dr. Agg Zoltán (1994-től főszerkesztőként), alapító szerkesztők: Oláh Miklós és dr. Hudi József.
1998-2002-től a szerkesztőbizottság elnöke Fertő László, majd 2002-től a mindenkori MÖOSZ-elnök, előbb dr. Balogh László, majd dr. Ódor Ferenc, 2013-ig pedig dr. Szűcs Lajos. Alapító szerkesztőbizottsági tagok prof Mandel Miklós, prof Nemes Nagy József, prof Pálné Kovács Ilona (2013-tól az MTA levelező tagja) és prof Szilágyi István.[forrás?]

## Rovatai
A folyóirat rovatai: tanulmányok (Agg Zoltán), civil társadalom (Oláh Miklós), önkormányzati múlt (Hudi József). Később ez kibővült kitekintés (Szilágyi István) és idegenforgalom (Veiland László, majd Lőrincz Katalin), illetve műhely (Agg Zoltán) rovatokkal. 2008-ban új rovat indult: kistérségek (Csite András ezt tíz év múlva Fekete Károly területfejlesztési rovata váltotta). A politológiai rovat vezetője volt Navracsics Tibor 1992-93-ban, aki Budapestre távozását követően a 2003 márciusi számig a lap impresszumban feltüntetett egyetlen külső munkatársa.

## Az azonos nevű kiadó könyvei
A folyóirat mellett azonos nevű kiadóval az alábbi kötetek jelentek meg:
1. Agg Zoltán (szerk.): A gazdaságpolitika trubadúrja, Mandela Miklóstól/ról (tanulmányok és cikkek) elektronikus formában is fellelhető a folyóirat honlapján hptts//comitatus.sze

1. Agg Zoltán: Politikai homokozó? Comitatus 2019. évi tematikus különszáma
2. Agg Zoltán - Zongor Gábor: Közigazgatási tanulmányok, Comitatus 2016. évi tematikus különszáma
3. Agg Zoltán és Leveleki Magdolna (szerk.): Az éghajlatváltozás társadalmi hatásai a Balaton térségében, Comitatus 2015. tavaszi tematikus száma
4. Közbenső állomás. Agg Zoltán cikkei és tanulmányai, 2013. 80. o.
5. Agg Zoltán (szerk.): Közigazgatás, térfelosztás, választások, 2009. 152. o.
6. Agg Zoltán: Alkotmányosság, közigazgatás, önkormányzatok, 2008. 106 o.
7. Szemes Mária – Berta Györgyné: Új építőkockák – Társadalmi, gazdasági helyzetkép Veszprém megyéről, 2006., 48 o., színes
8. Agg Zoltán: Politikai földrajz és megyerendszer, 2005., 176 o., kemény borító
9. Megyék, régiók, Európai Unió (szerk.: Agg Z.), Comitatusban megjelent tanulmányok, 2003., 310 o.
10. Új szereposztás – Önkormányzati választások 2002. (szerk.: Oláh Miklós – Agg Z.) 408 o.
11. Kit a szó nevén szólít – 2002-es parlamenti választások Veszprém megyében, (szerk.: Oláh M.), 2002., 302 o., kemény borító
12. Rendszerváltó önkormányzók (1990-2000) (szerk.: Zongor Gábor – Agg Z.), 2001., 228 o., kemény borító # Forradalom és tanácsok – Adalékok Veszprém megye közigazgatási történetéhez (1956) (1982-1990) (szerk.: Zongor G.), 2000., 160 o.
13. 3/b – Az 1998-as önkormányzati választások Veszprém megyében (szerk.: Oláh M.), 2000., 464 o.
14. 3/a – Az 1998-as parlamenti választások Veszprém megyében (szerk.: Oláh M.), 1999., 224 o.
15. Építőkockák – Adottságok és lehetőségek – Veszprém megye társadalma és gazdasága az ezredforduló küszöbén (szerk.: Agg Z.), magyar–angol, magyar–német és magyar–francia változatban, 1999., 88 o.
16. Átépítés – Közigazgatás, területfejlesztés, városmarketing (szerk.: Agg Z.), 1996., 298 o.
17. Ezüsvasárnap – tanulmányok – önkormányzati választások 1994. december 11. (szerk.: Oláh M.), 1995., 294 o.
18. Hát én immár kit válasszak? – Az 1994-es parlamenti választások Veszprém megyében (szerk.: Oláh M. – Zongor Gábor), 1994., 372 o.
19. A rendszerváltás és a megyék – Válogatott tanulmányok (szerk.: Agg Z. – Pálné Kovács Ilona), 1994., 240 o.
20. Az átmenet – avagy Veszprém megye a rendszerváltás időszakában – tanulmányok (szerk.: Oláh M.), 1995., 640 o., kemény borító
21. A lebegő megye – Cikkek és tanulmányok (1991-1994) (szerk.: Agg Z.), 1994., 412 o.
22. Önkormányzati választások Veszprém megyében 1990. (szerk.: Oláh M.), 1991., 236 o., A4-es formátum
23. Szokatlan szerepben – avagy hogyan válasszunk színidirektort? – A veszprémi színigazgató-választás dokumentumai (szerk.: Oláh M.), 1991., 320 o.
24. Agg Zoltán: Mi lesz veled vármegye? – Hogyan tovább városfejlesztés?, 1991., 148 o.
25. Oláh Miklós – Zongor Gábor: Rendszerváltás I. – Választás 1990., 1993., 252 o., A4-es formátum